# Аграфија
Аграфија (или дисграфија) је немогућност писања и комуницирања са околином помоћу писаних знакова. Може бити сензорна и моторна. Чисте аграфије су релативно ретки синдроми, чешће се наилази на појединачне сметње у писаној комуникацији те се у таквим случајевима говори о дисграфији.